# Улица Космонавта Комарова (Калуга)
Улица Космонавта Комарова — улица в исторической части Калуги, проходит, делая угол, от улицы Пушкина до улицы Гагарина, за которой имеет продолжением Бульвар имени Комарова, далее за улицей Циолковского восстанавливается и идёт до Октябрьской улицы. Протяжённость улицы (вместе с бульваром) более 1200 м.

## История
Основная часть улицы, прошедшая параллельно руслу Оки — бывшая Лебедянская (Лебеданцевская, в честь калужского дворянина Александра Лебедянцева) улица. Короткий переулок, выходивший к Березуйскому оврагу, появился позднее и носил название Хавринский. Второе название также дано по имени местного домовладельца.
С установлением советской власти была переименована в улицу Пролетарской диктатуры, с 1927 ода — Спартака, угловой выход к улице Пушкина проложен в послевоенные годы.
В 1947 году на улице было выстроено здание для Калужской технической школы машинистов локомотивов, современный д. 57, на фронтоне сохранился старый герб РСФСР в обрамлении знамен.
Современное название улице дано в память советского космонавта Владимира Комарова (1927—1967), трагически погибшего при спуске с орбиты.
25 ноября 2015 года на д. 24/50 была открыта мемориальная доска Евгении Салиас-де-Турнемир

## Достопримечательности

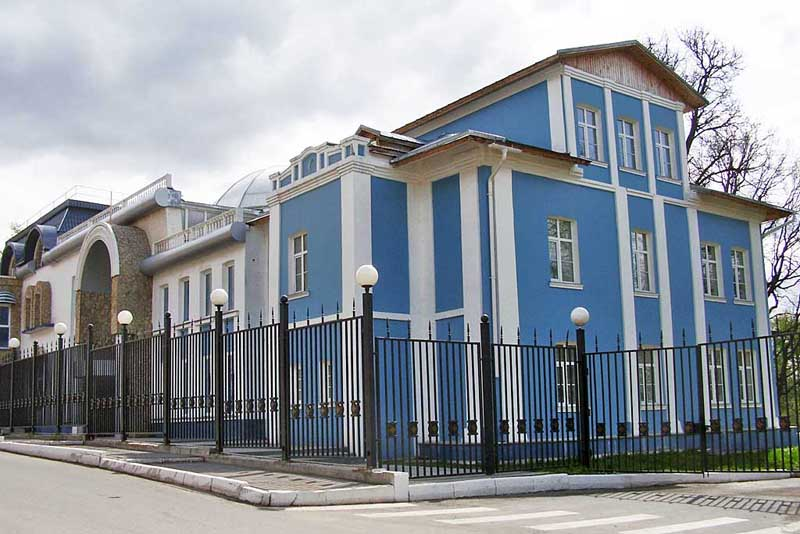
Дом графини Салиас

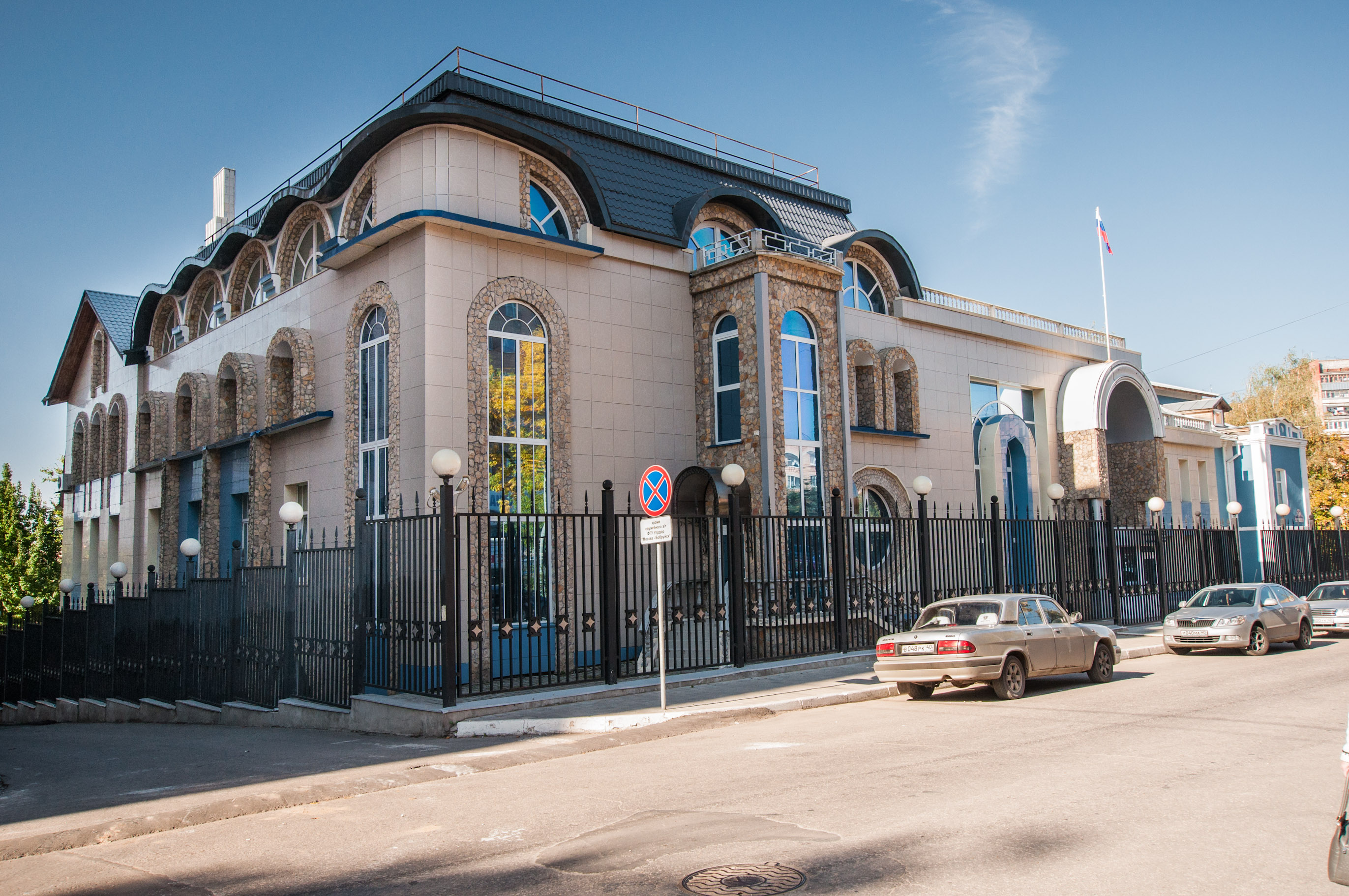
Бывший дом графини Салиас. Новейшая пристройка

д. 24/50 — Дом графини Салиас (посл. треть XVIII в., перестроен)
д. 47 — Жилой дом (кон. XIX в.)
В Березуевском овраге под улицей находится родник Здоровец, возведённая в 1892 году над родником часовня была разобрана в 1970-е годы.

## Известные жители
д. 17 — К. Э. Циолковский (снесён в начале 1980-х при строительстве дома № 11 по ул. Гагарина)
д. 24/50 — Евгения Тур (мемориальная доска), Евгений Андреевич Салиас-де-Турнемир
А. А. Кандарёнков.

## Улица в кинематографе
Старинный кирпичный дом № 47 на улице хорошо узнаваем в ряде эпизодов фильма «Белый Бим Чёрное ухо»